# Сендерборзька комуна
Сендерборзька комуна (дан. Sønderborg Kommune) — комуна у регіоні Південна Данія королівства Данія. Площа — 496.8 квадратних кілометрів. Адміністративний центр — місто Сендерборг.

## Міста
- Августенборг
- Сендерборг

## Населення
У 2012 році населення становило 76 094 особи.